# Tribunj
Tribunj je přímořská vesnice a opčina na pobřeží Jaderského moře. Nachází se v Chorvatsku.

## Poloha
Nejstarší část se nachází na malém ostrůvku, který je s pevninou spojen kamenným mostem. Na pobřeží se nachází přístav a marína, vrch sv. Nikoly a také místní pláž Zamalin. K Tribunji připadá i vesnička Sovlje se svou vlastní pláží.

## Historie
Město bylo poprvé zmíněno roku 1463 pod názvem Tribohunj. Tribunj byl kvůli své strategické poloze často napadán Turky, z tohoto důvodu byla na vrchu svatého Nikoly postavena středověká pevnost Jurjevgrad. Slovo Tribunj v překladu ze staroslovanštiny znamená „místo, kde se obětuje“. Oficiálně vznikl Tribunj 28. srpna 2006 oddělením od města Vodice.

## Tradice a kultura
Každý srpen se zde odehrávají tradiční oslí závody, které jsou jedním z velkých turistických lákadel celé oblasti. Po celý rok jsou zde pořádány různé akce jako například Tribunjske igre (Tribunjské hry).

## Hospodářství
Většina hospodářství Tribunje je založena na turismu. V Tribunji je mnoho možností ubytování. Dalšími významnými složkami jsou rybolov a pěstování oliv.